# Virám
Virám nebo halant (hindsky विराम, virāma nebo हलन्त, halanta) je diakritické znaménko, používané v řadě indických písem ke zrušení inherentní samohlásky obsažené ve všech souhláskových znacích.

## Dévanágarí
V písmu dévanágarí vypadá halant jako šikmá čárka pod písmenem (např. bez halantu म ma, s halantem म् m). V psaném textu se ale objevuje zřídka, protože pro zápis dvou a více po sobě jdoucích souhlásek se obvykle používají spřežky. Virám má však nezastupitelnou roli při zpracování hindštiny na počítači: uživatel zapíše třeba ka+virám+ša a teprve software zodpovědný za práci s fontem zařídí, že se místo těchto tří znaků objeví znak spřežky kša.
Existují i případy, kdy se implicitní samohláska nevyslovuje, přestože není použit virám ani spřežka. Vyskytují se v moderních indických jazycích, např. v hindštině, a předpokládá se, že k nim došlo vývojem a odklonem od původní sanskrtské výslovnosti. Týká se to zejména konce slova (koncové -a se v hindštině nevyslovuje, v sanskrtu ano), a pak také ve druhém znaku (slabice), jestliže třetí znak obsahuje jinou než implicitní samohlásku nebo když se slovo skládá z více než tří znaků (slabik).

## Unicode
Na počítačích je v Unicode virám reprezentován pouze jako samostatný znak (na rozdíl od českých diakritických znamének, kde existují kódy i pro všechny potřebné kombinace základních písmen s diakritikou). V logické posloupnosti znaků následuje vždy až za znakem pro nosnou souhlásku dané slabiky. Je pak na příslušném fontu a na vykreslovací knihovně, aby zařídily, že se zobrazí správný výsledný znak spřežky nebo písmene s virámem.
| Hex  | Dec  | Název                  | Znak |
| 094D | 2381 | DEVANAGARI SIGN VIRAMA | ्     |
| 09CD | 2509 | BENGALI SIGN VIRAMA    | ্     |
| 0A4D | 2637 | GURMUKHI SIGN VIRAMA   | ੍     |
| 0ACD | 2765 | GUJARATI SIGN VIRAMA   | ્     |
| 0B4D | 2893 | ORIYA SIGN VIRAMA      |      |
| 0BCD | 3021 | TAMIL SIGN VIRAMA      | ்     |
| 0C4D | 3149 | TELUGU SIGN VIRAMA     | ్     |
| 0CCD | 3277 | KANNADA SIGN VIRAMA    | ್     |
| 0D4D | 3405 | MALAYALAM SIGN VIRAMA  | ്     |